# Prędkość przelotowa

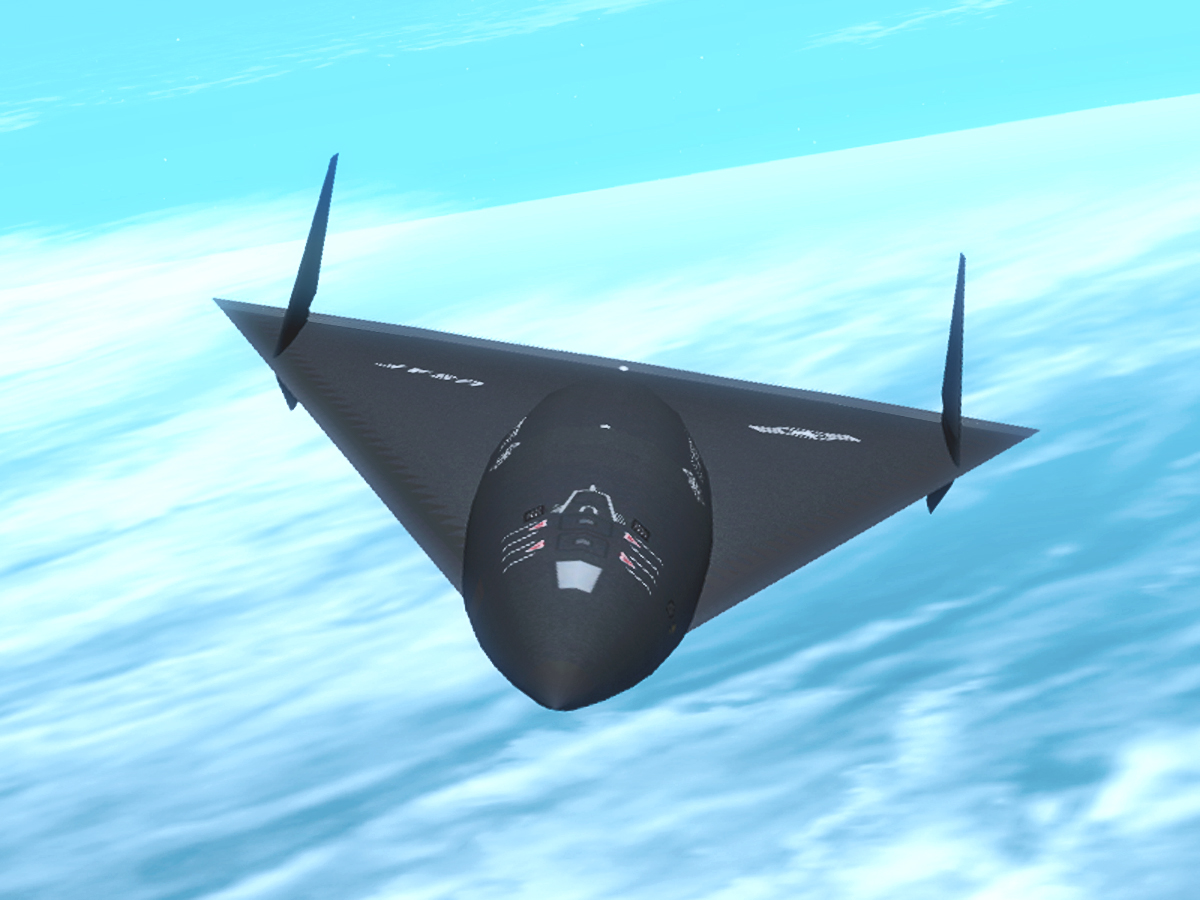
Aurora w trakcie lotu – wizja samolotu

Prędkość przelotowa – średnia prędkość z jaką porusza się statek powietrzny lub ptak podczas lotu. Dla statku powietrznego najczęściej dotyczy to prędkości rozwijanej na optymalnym dla niego poziomie lotu zwanym wysokością przelotową.

## Wybrane prędkości przelotowe
- Aurora (samolot) Mach 4-6

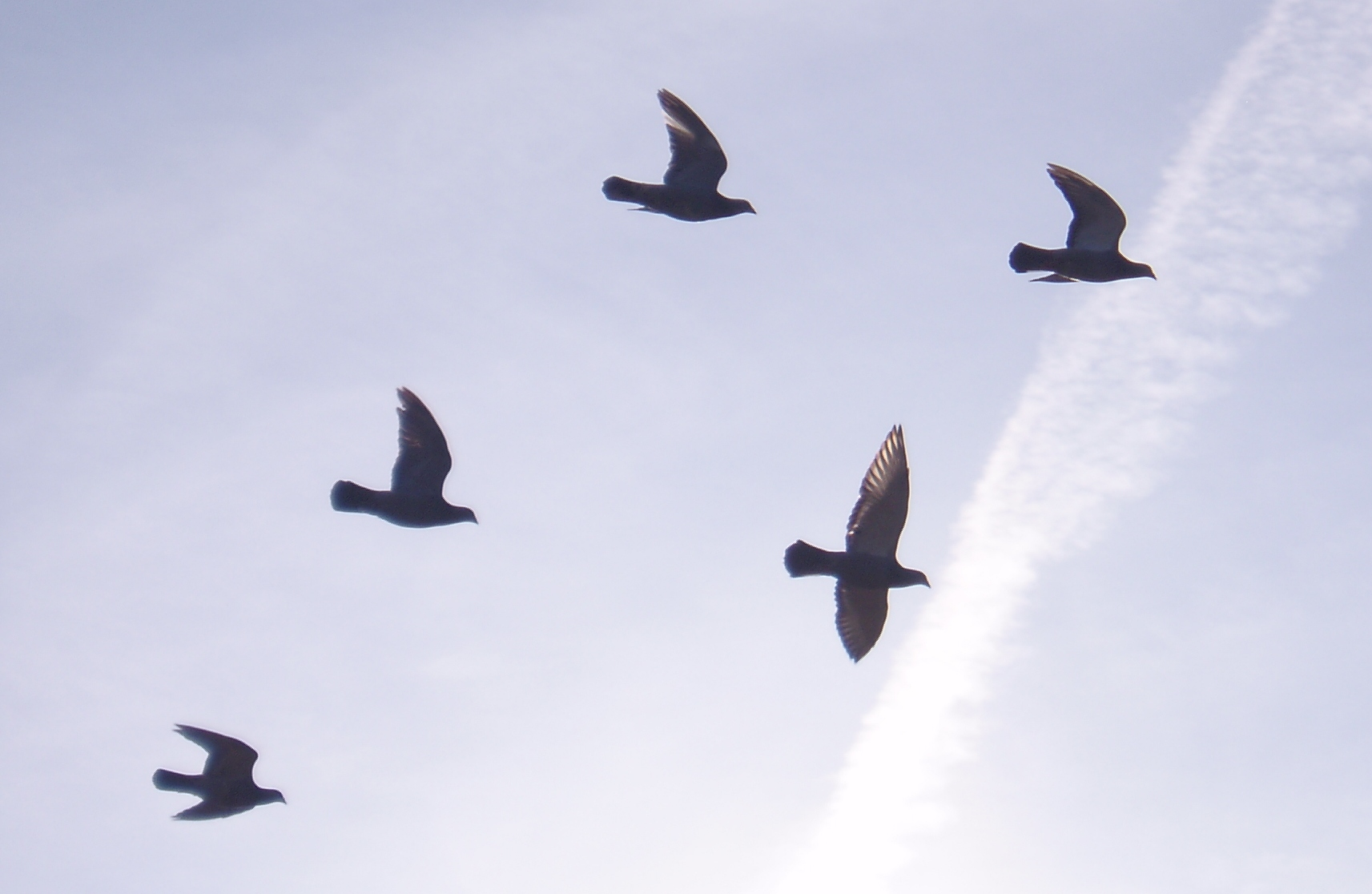
Gołębie pocztowe w locie

- Lockheed SR-71 Blackbird Mach 3,2
- Concorde 2150 km/h (na wysokości przelotowej)
- F-16 np. 1000 km/h (General Dynamics F-16 Fighting Falcon)
- Tu-22 900-1000 km/h
- Cessna Citation X  976 km/h
- Boeing 737  823-912 km/h (różne modele)
- PZL TS-11 Iskra 600 km/h
- An-72 600 km/h
- ATR 72 515 km/h
- Boeing XB-39 Superfortress 454 km/h
- Rikugun Ki-93  350 km/h
- PZL.37 Łoś 345 km/h
- Curtiss XP-31 Swift 296 km/h
- Tachikawa Ki-54 240 km/h
- Atlantic-Fokker C-7 204 km/h
- Dayton-Wright Cabin Cruiser 125 mil na godzinę (200 km/h)
- Kokusai Ku-8 195 km/h
- Davis-Douglas Cloudster 85 mil na godzinę (137 km/h)